# Dom zdravlja
Dom zdravlja je zdravstvena ustanova koja pruža zdravstvenu zaštitu stanovništvu određenog područja u sklopu zdravstvene djelatnosti na primarnoj razini. Dom zdravlja organizira i skrbi se o sustavu unapređenja zdravlja i prevencije bolesti na svojem području.
Dom zdravlja na svome području također koordinira i ugovara provedbu dijela mjera zdravstvene zaštite koje provode nositelji zdravstvene djelatnosti. 
Uključujući grupne privatne prakse i privatne zdravstvene radnike koji obavljaju javnu zdravstvenu službu na osnovi koncesije.
U provedbi poslova dom zdravlja povezuje i rad patronažne zdravstvene službe, zdravstvene njege i palijativne skrbi s timovima obiteljske(opće) medicine.
Djelatnost doma zdravlja u svojem sastavu ima obiteljsku(opću) medicinu, stomatološku zdravstvenu zaštitu, zdravstvenu zaštitu žena, dojenčadi i predškolske djece, medicinu rada, laboratorijsku, radiološku i drugu dijagnostiku, sanitetski prijevoz, ljekarničku djelatnost, patronažnu zdravstvenu zaštitu, zdravstvenu njegu i palijativnu skrb bolesnika. Dom zdravlja mora organizirati provođenje kućnih posjeta.

Zadaće doma zdravlja su da:
- koordinira zaštitu na primarnoj razini
- koordinira organizaciju zaštite na načelima primarne zdravstvene zaštite, kontrolira i unaprjeđuje kvalitetu rada
- sudjeluje u stručnom usavršavanju zdravstvenih radnika
- planira i koordinira preventivne programe

U sastavu doma zdravlja, ako za to ima potrebe ili mogućnosti, nalaze se i specijalističko-konzilijarne jedinice ili ordinacije koje organizacijski pripadaju nadležnoj bolnici ili u kojima u zakupu rade privatni liječnici.